# Louis Nicolas Davout
Louis Nicolas Davout, o d'Avoût, duca d'Auerstedt e principe d'Eckmühl (Annoux, 10 maggio 1770 – Parigi, 1º giugno 1823), è stato un generale francese, Maresciallo dell'Impero.
Dotato di notevoli qualità strategiche e tattiche, ricevette la piena fiducia di Napoleone Bonaparte, di cui divenne uno dei più importanti luogotenenti. Moralmente irreprensibile, noto per la sua totale fedeltà all'imperatore e per la durezza dei suoi metodi e del suo carattere, era conosciuto con il soprannome di "Maresciallo di ferro" e anche "Il Terribile". Oltre a dimostrare abilità tattica ed energia sotto il comando di Napoleone nella maggior parte delle campagne di guerra in Germania, Austria, Polonia e Russia, diede prova delle sue capacità come comandante autonomo vincendo, con le sue sole forze ed in inferiorità numerica, l'importante battaglia di Auerstädt contro i prussiani il 14 ottobre 1806.

## Biografia

### Guerre Rivoluzionarie

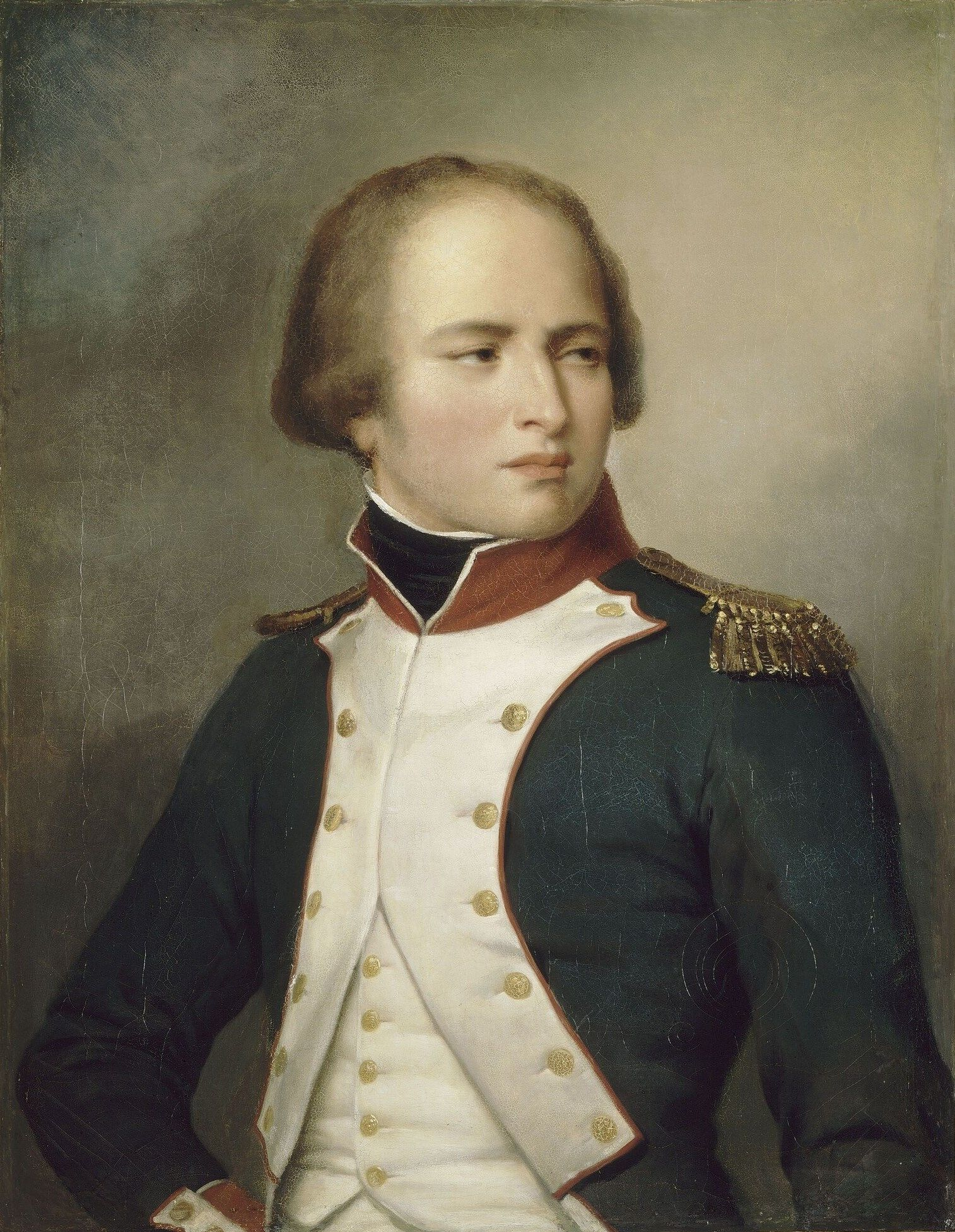
Il tenente colonnello Davout in un ritratto del 1792 eseguito da Alexis-Nicolas Pérignon

Rampollo di una famiglia della nobiltà di spada, Louis Nicolas Davout nacque ad Annoux (Yonne) il 10 maggio 1770, figlio di Jean-François d'Avout (1739–1779) e di sua moglie (sposata nel 1768) Françoise-Adélaïde Minard de Velars (1741–1810).. Studiò all'École de Brienne a Brienne-le-Chateau e successivamente si iscrisse alla Regia Scuola Militare di Parigi il 29 settembre 1785 e divenne sottotenente nel Reale Reggimento di Cavalleria dello Champagne nel 1788. Divenne tenente colonnello in seconda nel 1791. Nel 1792 venne assegnato all'Armée du Nord, sotto il comando del generale Dumouriez e si mise in luce per le sue capacità nella Battaglia di Neerwinden (1793). Fu nominato generale di brigata nel luglio 1793, venne quindi inviato in Vandea per reprimere le insurrezioni realiste. La nomina di generale di brigata gli fu revocata dopo poco tempo per un decreto di Robespierre che vietava ai nobili di far parte dell'esercito. Richiamato in servizio dopo la caduta dei giacobini, rientrò nel suo rango di generale e comandò un reparto di cavalleria nell'Armata della Mosella dove continuò a distinguersi per il valore dimostrato nei campi di battaglia. Venne trasferito in seguito nell'Armata del Reno e Mosella ma durante un attacco austriaco venne catturato. Successivamente venne rilasciato sulla parola dal comandante dell'armata austriaca, generale Dagobert von Wurmser. Davout venne liberato e rientrò in Francia dove, attendendo nuovi incarichi, ebbe tempo per leggere e studiare molti libri di ambito militare che influirono sulla sua preparazione. Nel 1796 ebbe un comando nell'Armata del Reno sotto il generale Jean Victor Marie Moreau. Dopo il trattato di Leoben (1797), Davout venne consigliato al generale Napoleone dal suo amico Desaix come potenziale comandante di brigata di cavalleria per l'Armata d'Inghilterra, destinata, però alla Campagna d'Egitto. Lì Davout militò sotto l'autorità del suo amico Desaix (conosciuto durante le Guerre Rivoluzionarie), partecipando a molti degli scontri più importanti, quali la battaglia delle Piramidi e la battaglia di Abukir e continuando a dimostrare valore e dote per il combattimento. Non venne scelto da Napoleone per accompagnarlo nel suo rientro in Francia ma riuscì ad ottenere un congedo per rientrare in patria solo il 3 marzo 1800. Non partecipò (poiché malato) alla Battaglia di Marengo dove morì il suo amico Desaix, ma appena possibile tornò nell'esercito al comando della cavalleria leggera dell'Armata d'Italia venendo promosso generale di divisione. In seguito si sposò felicemente con Aimée Leclerc, cognata di Paolina Bonaparte, dalla quale ebbe otto figli (solo quattro sarebbero sopravvissuti all'infanzia).

### Guerre Napoleoniche
Nella lista dei marescialli pubblicata il 18 giugno 1804, Davout compariva al 13º posto, dopo Michel Ney e prima di Jean Baptiste Bessières. Napoleone gli assegnò, il 23 settembre 1805, il comando del III Corpo d'Armata della Grande Armée che egli condusse in tutte le maggiori campagne dal 1805 fino al 1812.

Davout, in qualità di maresciallo, partecipò con ruolo attivo alla campagna del 1805, nella quale portò un sostanzioso contributo alla resa di Ulma; in seguito Vienna venne presa dal maresciallo Joachim Murat e venne dato ordine a Davout di rimanere nei pressi della capitale. qualche giorno prima della battaglia di Austerlitz Napoleone diede ordine a Davout e al maresciallo Jean-Baptiste Bernadotte di ricongiungersi con il resto dell'esercito, che nel frattempo aveva inseguito l'esercito alleato, ora volenteroso di ingaggiare una battaglia decisiva. Il III Corpo di Davout, per arrivare in tempo alle posizioni prestabilite dovette percorrere più di 100 chilometri in appena 46 ore. Ad Austerlitz Davout comandava, con le poche truppe che era riuscito a condurre (divisione Friant e divisione di dragoni di Bourcier), l'ala destra dell'esercito, con l'ordine di tenere occupate le colonne di fanteria e cavalleria alleate, mentre il maresciallo Nicolas Soult assaliva il centro con le divisioni dei generali Louis Saint-Hilarie e Dominique Vandamme, spaccando in due tronconi l'esercito alleato, secondo i piani di Napoleone. La Grande Armata ottenne una completa vittoria. Davout perse 1.494 soldati di cui 224 morti, dei 3800 che parteciparono alla battaglia, ma tutto questo passa in secondo piano se comparato con le forze che dovette affrontare, che ammontavano a circa 30.000 soldati.

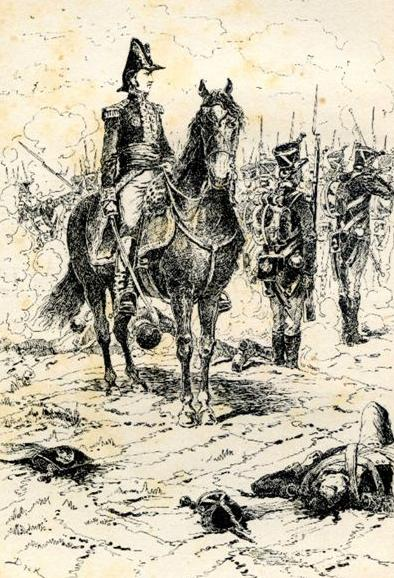
Davout alla battaglia di Auerstedt, disegno di Dick de Lonlay

Dopo il Trattato di Presburgo con la quale si sanciva la pace tra Francia e Austria, nel 1806 la Prussia aderì alla Quarta Coalizione, capeggiata, come sempre, dalla Gran Bretagna. Davout continuò a comandare il III Corpo, che formava l'ala destra della Grande Armée. Scoperta l'ubicazione dell'esercito prussiano Napoleone ordinò ai suoi marescialli di ricongiungersi a Jena per ingaggiare battaglia, mentre a Davout venne ordinato di marciare in direzione di Apolda con l'intenzione di tagliare la via di ritirata prussiana, mentre a Bernadotte venne dato ordine di seguirlo e, in caso, di sostenerlo. Il 14 ottobre la Grande Armée si scontrava con l'esercito prussiano nella battaglia di Jena conclusasi in un trionfo francese, ma quello che Napoleone pensava di aver affrontato non era il grosso dell'esercito nemico, bensì un distaccamento minore. Infatti durante gli scontri di Jena Davout, che continuava a marciare in direzione di Apolda, incontrò una forte resistenza ad Auerstedt. Qui il suo III Corpo, forte di 27.000 uomini e 40 cannoni, dovette scontrarsi con la maggior parte dell'esercito prussiano, 63.500 uomini e 230 cannoni, comandati dal duca Carlo Guglielmo Ferdinando di Brunswick-Wolfenbüttel. Nella battaglia che seguì i prussiani lanciarono ripetuti attacchi alle posizioni francesi venendo sempre puntualmente respinti. Sul finale della giornata, Davout lanciò una grande offensiva che mise in rotta definitivamente il resto dell'esercito prussiano. Il corpo di Bernadotte non si ritrovò né a Jena, né ad Auerstadt quel giorno, vagando tra i due contingenti francesi senza mai impegnarsi in scontri, il che mandò su tutte le furie l'imperatore. Le perdite alla fine della battaglia di Auerstädt furono per la Prussia di circa 10.000 morti (tra i quali lo stesso duca di Brunswick) e 3.000 catturati con 115 cannoni, da parte francese le perdite furono di circa 7.000 soldati. Napoleone rimase incredulo dell'accaduto, tanto che disse al colonnello Falcon, del corpo di Davout, che era appena arrivato per dare la notizia: "Il vostro maresciallo deve vederci doppio". Ma in seguito l'imperatore riconobbe il suo valore e nel 1808 lo nominò duca.
Nella successiva campagna del 1807 Davout partecipò alla battaglia di Eylau e fu grazie a lui che Napoleone poté trasformare una quasi sconfitta in un pareggio. In questa battaglia Davout arrivò a scontri iniziati sull'ala destra dell'esercito francese, con il compito di aggirare le salde posizioni russe, cosa che fece con la solita abilità, piegando nel pomeriggio lo schieramento russo a "V" e costringendolo a ritirarsi. Dopo il Trattato di Tilsit Davout fu nominato governatore generale di Varsavia. Dopo lo scioglimento della Grande Armata e la partenza di Napoleone per la Spagna, il maresciallo Davout rimase in Germania e assunse il comando delle truppe francesi rimaste sul posto sotto il nome di Armata del Reno.
Non partecipò alla Guerra d'indipendenza spagnola; si distinse ancora una volta nella campagna del 1809 contro l'Austria dove sconfisse parte dell'esercito dell'arciduca Carlo d'Asburgo-Teschen nella battaglia di Eckmühl, per la quale ricevette il titolo onorario di Principe di Eckmühl. Mentre veniva combattuta la Battaglia di Aspern-Essling Davout si trovava a Vienna per tenere sotto controllo la capitale austriaca. Nonostante la sconfitta di Aspern-Essling meno di un mese dopo veniva combattuta quella di Wagram nella quale partecipò anche Davout con il suo III Corpo che formava, come al solito, l'ala destra. Il suo compito in questa battaglia era di conquistare la posizione fortificata di Markgrafneusiedl con l'intento di aggirare le posizioni dell'arciduca Carlo. La battaglia, combattuta dal 5 al 6 luglio 1809, anche se con grandi perdite (32.000 francesi e 40.000 austriaci) si risolse in un ultimo trionfo per Napoleone.

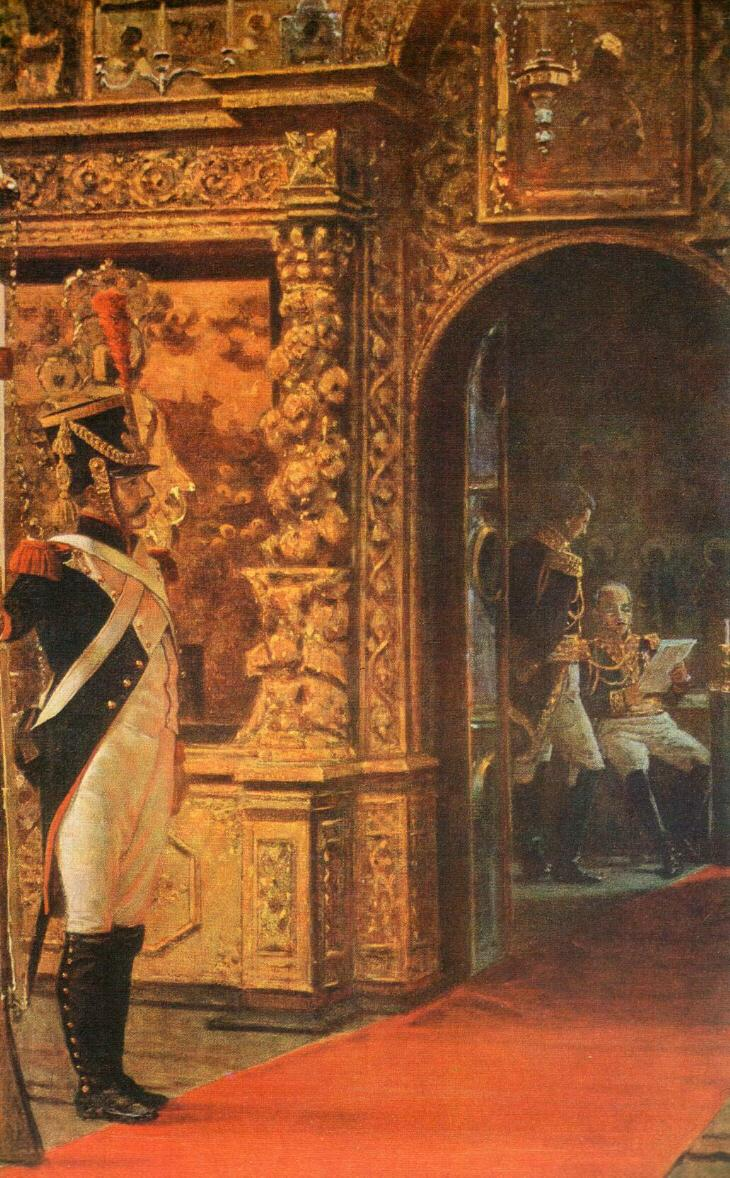
"Il maresciallo Davout al monastero di Chudov del Cremlino di Mosca", dipinto di Vasili Vereshchagin.

Nel 1810 divenne comandante in capo dell'Armata di Germania, stabilendo il suo quartier generale ad Amburgo. Durante il periodo 1811-1812 Davout fu occupato nell'organizzazione della Grande Armée in vista dell'invasione della Russia. Alla fine di questo periodo Davout ebbe il comando del I Corpo (68.600 soldati e 3.400 cavalieri) della Grande Armée la quale ammontava a circa 675.500 soldati e 1393 cannoni. La Campagna di Russia fu una campagna difficile per il maresciallo Davout che subì alcune critiche al suo operato; dopo aver battuto il generale Bagration alla battaglia di Mogilev, ma senza riuscire a impedirne la ritirata, contribuì alla vittoria nella battaglia di Smolensk e prese parte anche la dura Battaglia di Borodino. In questa occasione comandava di nuovo l'ala destra e propose all'Imperatore di aggirare le posizioni russe, sentendosi rispondere: "Voi avete sempre in mente di aggirare il nemico. È una manovra troppo rischiosa". Nonostante i continui rifiuti di Napoleone per aggirare le posizioni russe o impegnare la Guardia per un attacco decisivo la battaglia si concluse con una vittoria francese.
Il maresciallo Davout partecipò anche alla drammatica ritirata di Russia dove il suo corpo fu spesso in difficoltà; nella battaglia di Vjazma il maresciallo Davout venne tagliato fuori con il I corpo d'armata da un attacco dei russi e riuscì a salvarsi con gravi perdite grazie all'intervento delle truppe del principe Eugenio Beauharnais. In seguito il I corpo venne quasi distrutto nella battaglia di Krasnoi; egli dovette abbandonare il suo bagaglio compreso il bastone da maresciallo che cadde in mano russa. Davout fu accusato di aver abbandonato il maresciallo Ney che riuscì a sfuggire quasi per miracolo ai russi; partecipò anche al passaggio della Beresina. Fu presente all'ultimo consiglio di guerra della Campagna di Russia, avvenuto a Smorgoni, durante il quale Napoleone spiegò ai comandanti la propria decisione di tornare a Parigi lasciando il comando a Murat. Alla fine della ritirata il suo III corpo si era ridotto a soli 4.000 uomini in grado di impugnare un'arma. All'inizio della campagna del 1813 Davout prima difese Dresda (9-19 marzo) in seguito ricevette l'ordine di difendere Amburgo e il basso Elba. Durante tutto il periodo 1813-1814 Davout difese Amburgo dai ripetuti assalti della Sesta Coalizione, mantenendosi saldo sulle sue posizioni. Quando degli inviati alleati lo avvisarono che Napoleone aveva abdicato e che quindi doveva uscire dalla città Davout rispose spavaldamente:"L'imperatore, della cui caduta non sono a conoscenza, non ha l'abitudine di comunicare con un suo generale per mezzo del nemico". Il re in persona (Luigi XVIII) dovette inviargli la richiesta di lasciare Amburgo.
Tornato in Francia il re lo bandì da Parigi e gli ordinò di rimanere nelle sue terre fino a nuovo ordine.

### I Cento Giorni e gli ultimi anni

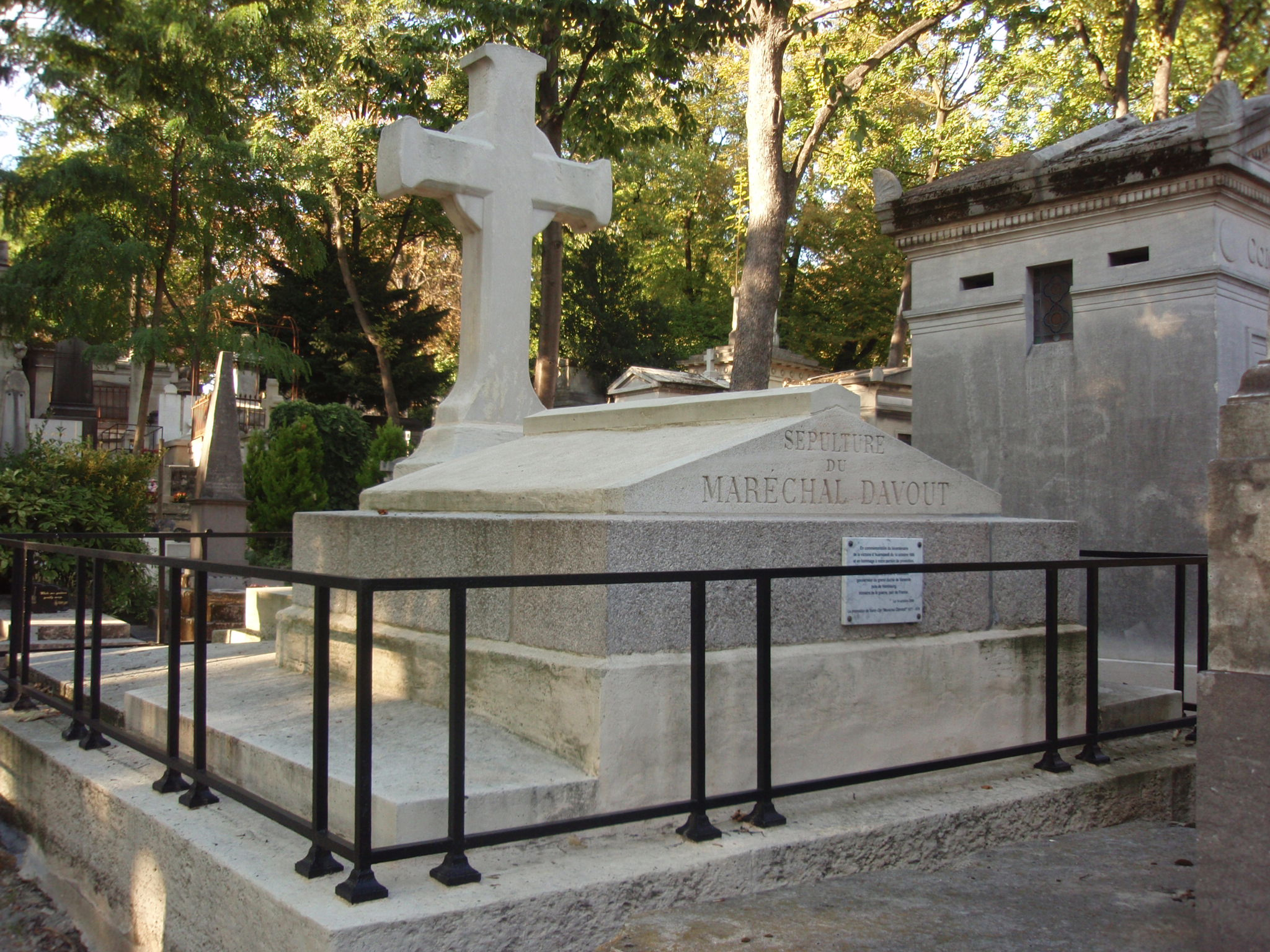
La tomba del maresciallo Davout al cimitero di Père Lachaise a Parigi

Fu l'unico maresciallo, insieme al collega Lefebvre ad accogliere Napoleone al suo ritorno alle Tuileries. Napoleone lo nominò Pari di Francia, Ministro della Guerra, governatore di Parigi e comandante in capo della Guardia Nazionale. Dopo gli avvenimenti di Waterloo Davout assunse il comando dell'esercito che consegnò al collega MacDonald. Si dimise dall'incarico di ministro e si ritirò nelle sue terre. Luigi XVIII gli tolse ogni titolo e appannaggio. In uno stato di grande indebitamento Davout continuò a condurre una vita semplice e tranquilla nelle sue terre. Nel 1817 venne reintegrato nei suoi titoli e riammesso nel titolo di Pari di Francia. Nel 1821 la sua salute si aggravò. Morì il 1º giugno 1823, all'età di cinquantatré anni, malato di tubercolosi. Egli fu un uomo severo con i propri soldati, inflessibile, probo, incorruttibile, rigido nella disciplina, intelligente e coraggioso; si preoccupò sempre di rifornire di viveri e equipaggiamenti i suoi soldati, i quali non lo amarono in vita ma lo piansero alla sua morte. In alcune delle battaglie più importanti, come Austerlitz, Auerstedt, Wagram, Borodino, comandò l'ala destra della Grande Armata: un posto ritenuto d'onore a quel tempo. Napoleone disse di lui: «Credevo mi amasse, invece ama solo la Francia»

## Carattere e vita privata
Davout era noto per essere una persona metodica sia sul piano militare che personale. Tra i soldati ed i suoi pari in società, era spesso reputato freddo e distaccato, ma rispettato per quanto non ritenuto "gradevole". In tempo di pace, preferiva trascorrere il tempo con la sua famiglia e prendersi cura della sua casa anziché coltivare relazioni sociali.
Per la sua personalità e la sua mancanza di socializzazione, si fece molti nemici ed antagonisti in particolare tra il corpo degli ufficiali e tra le personalità che gli furono più invise vi furono indubbiamente Jean-Baptiste Bernadotte, Gioacchino Murat (col quale si scontrò più volte nel corso della campagna del 1812), Louis-Alexandre Berthier ed il barone Paul Thiébault (che criticherà pesantemente Davout nelle sue memorie).
La rabbia maggiore Davout la sfogò ad ogni modo sempre contro il generale Bernadotte, al quale addossava la colpa di non essergli venuto in aiuto durante la battaglia di Auerstadt, pur essendogli così vicino. Davout giunse a sfidare il collega a duello, fatto che fu sventato solo per intervento personale di Napoleone. Quando Bernadotte venne prescelto dal governo svedese quale erede del sovrano di Svezia e divenne in seguito sovrano egli stesso, Davout chiese personalmente a Napoleone di potersi contrapporre all'antico nemico che ora sembrava aver tradito anche lo stesso Bonaparte, ma venne invece assegnato alla difesa di Amburgo ed i due non ebbero mai l'occasione di scontrarsi sul campo.
Davout riuscì invece a coltivare ottimi rapporti con i marescialli Michel Ney, Nicolas Charles Oudinot e Laurent de Gouvion Saint-Cyr. Il suo più grande amico fu indubbiamente Charles-Étienne Gudin de La Sablonnière, uno dei suoi sottoposti, il quale però rimase ucciso in battaglia nel 1812.

## Matrimonio e figli

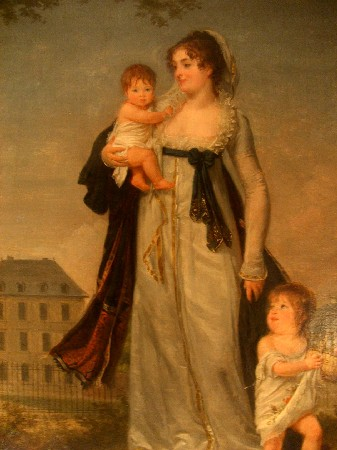
Aimée Leclerc, seconda moglie di Davout e madre dei suoi figli, ritratta a Savigny, artista sconosciuto

Dopo il primo matrimonio con Adelaide Séguenot celebrato nel 1791 e dalla quale si separò nel 1794, Davout divenne noto per la particolare devozione alla sua seconda moglie, Louise Aimée Julie Davout Leclerc, sorella del generale Charles Leclerc e cognata di Paolina Bonaparte, che sposò nel 1801 e con la quale rimase sino alla sua morte. Il loro matrimonio fu felice malgrado i lunghi periodi di distanza. La coppia ebbe otto figli in tutto, quattro dei qual morirono infanti:
- Paul (1802–1803)
- Joséphine (1804–1805)
- Antoinette Joséphine (1805-19 agosto 1821), sposò nel 1820 il conte Achille Félix-Vigier (1801–1868)
- Adèle Napoleone (giugno 1807-21 gennaio 1885), sposò il 14 marzo 1827 il conte Étienne de Cambacérès (1804-20 dicembre 1878)
- Napoleon (1809–1810)
- Napoleon Louis, II duca di Auerstedt, II principe di Eckmühl (6 gennaio 1811-13 giugno 1853), morto senza figli
- Jules (1812–1813)
- Adelaide-Louise (8 luglio 1815-6 ottobre 1892), sposò il 17 agosto 1835 François-Edmond de Couliboeuf, marchese de Blocqueville (1789–1861)

Il titolo di duca passò ai discendenti del fratello di Louis Nicolas, Charles Isidor (1774–1854) e di sua moglie Claire de Cheverry (1804–1895). aveva anche una sorella, Julie (1771-1846), sposata nel 1801 con Marc-Antoine Bonnin de la Bonninière de Beaumont (1763-1830), ed un altro fratello, Alexandre-Louis-Edme, 1º barone di Avout (1773–1820), sposato nel 1808 con Alire Parisot (1786–1856). La figlia più giovane, Adelaide-Louise, marchesa di Blocqueville, nel testamento lasciò indicato che un faro avrebbe dovuto avere il nome del padre. Nel 1897 fu inaugurato il Faro di Penmarch (detto anche Faro di d'Eckmühl) sulla punta di Penmarch in Bretagna.

## Araldica
|  |

|  |